# 韦恩·麦卡洛
韦恩·麦卡洛（英語：Wayne McCullough，1970年7月7日—），爱尔兰男子拳击运动员。他曾代表爱尔兰参加1988年和1992年夏季奥林匹克运动会拳击比赛，其中1992年奥运会获得一枚银牌。